# Мозок Донована (роман)
«Мозок Донована» (англ. «Donovan's Brain») — науково-фантастичний роман американського письменника Курта Сіодмака 1942 року.
Роман мав великий успіх і був тричі екранізований. Відтоді книга стала чимось на кшталт культової класики, серед її шанувальників — Стівен Кінг, який обговорював роман у своїй книзі 1981 року «Моторошні танці» і згадує його у своєму романі та мінісеріалі «Воно». Пізніше Сіодмак написав продовження у 1968 році під назвою «Пам'ять Гозера», а у 1991 році — фінальне продовження під назвою «Тіло Ґабріеля».

## Історія публікацій
Роман спочатку вийшов як тричастинний роман з продовженням у вересневих-листопадових номерах журналу «Black Mask» за 1942 рік. Перше повне видання вийшов у видавництві Alfred A. Knopf 1943 року та під час Другої світової війни надавалося американським військовослужбовцям як видання для військовослужбовців Збройних сил США.

## Переклади
Науково-фантастичний роман Курта Сіодмака був перекладений французькою, німецькою, португальською, італійською, японською, шведською та нідерландською мовами.

## Сюжет
Роман написаний у формі щоденникових записів доктора Патріка Корі, лікаря середніх років, чиї експерименти з підтримання життя мозку субсидуються багатою дружиною Корі. Перебуваючи під слідством за ухилення від сплати податків і злочинну фінансову діяльність, мільйонер-маніяк Воррена Донован розбиває свій приватний літак в пустелі неподалік від будинку доктора Корі. Лікар не в змозі врятувати життя Донована, але видаляє його мозок, сподіваючись, що він виживе, помістивши сіру речовину в електрично заряджений, насичений киснем фізіологічний розчин у скляному резервуарі. Мозкові хвилі вказують на те, що мислення і життя продовжуються. Корі робить кілька марних спроб зв'язатися з ним. Нарешті, однієї ночі Корі отримує несвідомі команди, записуючи список імен не своїм почерком - це почерк Донована. Корі успішно намагається встановити телепатичний контакт з мозком Донована, що викликає занепокоєння випадкового помічника Корі, доктора Шратта, літнього алкоголіка.
Поступово злоякісний інтелект поглинає особистість Корі, залишаючи його в стані амнезійної фуги, коли він прокидається. Мозок використовує Корі для виконання своїх доручень, підписуючи чеки, на ім'я Донована і продовжуючи незаконні фінансові схеми магната. Корі стає дедалі більше схожим на параноїка Донована, його статура і манери перетворюються на кульгавий образ покійного злочинця. Кульмінацією торгів Донована стає спроба змусити Корі вбити молоду дівчину, яка стоїть на шляху його планів. Розуміючи, що незабаром він втратить контроль над власним тілом і розумом, його помічник Шратт розробляє план знищення мозку в період його спокою. Шратт протистоїть гіпнотичній силі мозку, повторюючи віршик: «Серед туманів і найхолодніших морозів він б'є кулаками по стовпах і все одно наполягає, що бачить привидів». Шратт руйнує сокирою житловий бак і залишає мозок Донована помирати, тим самим припиняючи його панування божевілля. Однак під час зустрічі мозок, намагаючись захистити себе, наказує серцю Шратта зупинитися. Шратт помирає, але з виглядом задоволення.

## Адаптації

### Радіо
Вперше виконаний Орсоном Веллсом у радіоп'єсі 1944 року з циклу «Захоплення», переспіваний у 1948 році Джоном Макінтайром. 1982 року альбом-платівка радіоверсії цієї історії 1944 року здобула премію «Ґреммі» за найкращий альбом розмовного жанру.

### Кіно
На основі цього роману було тричі знято фільми:
- «Пані та почвара» (1944);
- «Мозок Донована» (1953);
- «Мозок» (1962).